# Har Kfir
Har Kfir (hebrejsky: הר כפיר) je hora o nadmořské výšce 982 metrů v Izraeli, v Horní Galileji.
Leží severně od drúzské vesnice Ejn al-Asad na severním svahu údolí Chananija. Tvoří jižní součást masivu Har Meron. Z vrcholu se nabízí kruhový výhled na Galilejské jezero.